# Derley
Wanderley de Jesus Sousa, mais conhecido apenas como Derley (Anápolis, 2 de agosto de 1986), é um futebolista brasileiro que atua como volante. Atualmente está no Nacional.

## Carreira

### Internacional e empréstimo ao Náutico
Revelado em 2006 nas categorias de bases do Luziânia, foi contratado pelo Internacional em 2007. Foi bastante aproveitado no time B do Colorado, subindo em 2008 para o time principal. Com a saída de Abel Braga, porém, perdeu espaço e foi emprestado ao Náutico por um ano e meio.
Em 2010, renovou contrato com o Internacional, voltando a ser opção para o meio-campo colorado. Foi aproveitado em várias partidas do Brasileirão e, inclusive, inscrito no Mundial de Clubes, mas não conquistou a titularidade.

### Novo empréstimo para o Náutico
Em 2011, Derley acerta novo empréstimo ao Náutico. Neste ano, ganhou notoriedade no clube, o que deu início à campanha morde eles, Derley — frase criada pela torcida devido à sua garra, raça e determinação. O atleta completou 150 jogos pelo Timbu no dia 27 de maio de 2012, contra o Cruzeiro, em jogo válido pelo Campeonato Brasileiro da Série A de 2012.

### Atlético-PR
No dia 13 de julho de 2012, o Atlético Paranaense, junto ao Internacional, adquiriu os direitos federativos do jogador, que assinou contrato de três anos.

### Retorno ao Náutico
Apesar do insistente desejo do rival Sport, Derley retornou ao Náutico no dia 7 de junho de 2013. O atleta assinou contrato de empréstimo até junho de 2014.

### Santa Cruz
No dia 21 de junho de 2016, acertou com o Santa Cruz para a Série A. Estreou na vitória tricolor por 1–0 sobre o Internacional, no Arruda.

### Dibba Al-Fujairah
No início de 2017, acertou com o Dibba Al-Fujairah, dos Emirados Árabes.

### Retorno ao Santa Cruz
No dia 14 de maio de 2017, acertou seu retorno ao tricolor coral.

### Fortaleza
No dia 20 de novembro de 2017, Derley acertou com o Fortaleza para a temporada 2018.

## Títulos
Internacional
- Copa FGF: 2010

Náutico
- Copa Pernambuco: 2011

Juárez
- Liga de Ascenso - Apertura: 2015

Fortaleza
- Campeonato Brasileiro - Série B: 2018
- Campeonato Cearense: 2019, 2020
- Copa do Nordeste: 2019